# Russ Cook
Russel Cook (født 13. marts 1997), også kendt som Hardest Geezer, er en engelsk langdistanceløber. I 2024 blev han den første i verden til at løbe længden af kontinentet Afrika i sin helhed.

## Project Africa
Cook startede Project Africa den 22. april 2023 ved kontinentets sydligste punkt, Kap Agulhas, Sydafrika og efter 352 dage, 16 forskellige lande og mere end 16.000 kilometer løbet,  nåede han den 7. april 2024 til Afrikas nordligste punkt, Kap Angela i Tunesien. Under løbeturen samlede han penge til velgørenhed, et beløb der endte på omkring 6 millioner kroner.